# چوچولیگا
چوچولیگا (به بلغاری: Chuchuliga) یک منطقهٔ مسکونی در بلغارستان است که در ایوالوفگراد واقع شده‌است.